# C/2007 Y5 (SOHO)
C/2007 Y5 (SOHO) – kometa jednopojawieniowa odkryta na zdjęciach SOHO przez Arkadiusza Kubczaka. Została odkryta 24 grudnia 2007 roku. Należy do grupy komet Kreutza II.